# کانینگ ویل، استرالیای غربی
کانینگ ویل (به انگلیسی: Canning Vale) یک منطقهٔ مسکونی در استرالیا است که در استرالیای غربی واقع شده‌است.